# Mar Villaespesa
Mar Villaespesa (Almería, 24 de junio de 1953) es una crítica de arte y comisaria de exposiciones española. Trabaja en la crítica de arte y comisariado independiente desde los años ochenta, en los que fue directora y cofundadora de la revista Arena junto a los teóricos en estética y críticos de arte Kevin Power y José Luis Brea, como editor Borja Casani.

## Trayectoria profesional
Licenciada en Filología por la Universidad Complutense de Madrid (1970-1975). Posteriormente realizó el Curso de Art Criticism en New York University (1981) y en The Art School of The Art Institute of Chicago (1982).
Su carrera profesional está centrada en el comisariado de exposiciones principalmente de carácter feminista como la exposición  realizada  en el Centro Andaluz de Arte Contemporáneo (CAAC) con el título `100%". Esta fue una de las primeras exposiciones feministas realizadas en España  en el año 1993. Veinte años después Villaespesa  retoma algunos aspectos del proyecto presentado entonces, con una nueva propuesta titulada ‘Múltiplo de 100’. Esta última exposición fue dividida  en dos capítulos complementarios, el primero lo desarrolló en el verano de 2014 en el CAS, Centro de Arte Monasterio de San Clemente en Sevilla y el segundo, seis meses después, en el CICUS, Centro de Iniciativas Culturales de la Universidad de Sevilla. Estas muestras son un revisión de los discursos y teorías identitarias a través del arte.
Otros proyectos curatoriales realizados, entre ellosː
- El sueño imperativo en el Círculo de Bellas Artes de Madrid en el año 1991[6];
- Plus Ultra, una exposición Crítica sobre la Expo 92  desarrollada dentro del Pabellón de Andalucía de la Exposición Universal de Sevilla de 1992;[7]
- Érase una vez….  del minimal al cabaret: 70´s-90´s;[8]
- Além da Água, un proyecto transfronterizo entre España y Portugal[9]
- Almadraba, proyecto de arte público [10];
- Transgenéric@s, Representaciones, experiencias sobre la sociedad, la sexualidad y los géneros en el arte español contemporáneo Centro de Arte contemporáneo Ainsa;[11][12]
- Ghuraba, los sueños que me llevan en el Centro Andaluz de Arte Contemporáneo, Monasterio de la Cartuja de Santa María de las Cuevas de Sevilla[13];
- El paraíso es de los extraños;
- La construcción del miedo y la pérdida de lo público;
- Encuentros Regreso al futuro, Festival Zemos 98;
- Estancias, prácticas restituyentes sobre la colección Artium;[14]
- Así como exposiciones individuales de artistas tales como Antoni Muntadas, Salomé del Campo, Victoria Gil, Pepa Rubio; Esther Ferrer. entre otras.

Además de la exposición retrospectiva del artista multifacético Miguel Benlloch. Cuerpo conjugado, en la sala de exposiciones del Ayuntamiento de Madrid Centro Centro Madrid.
Del 2.000 al 2.015 formó parte del equipo de UNIA Arte y pensamiento, producido por BNV producciones, junto al fundador Miguel Benlloch, donde dirigió los proyectos Pensar la edición; Transacciones/Fadaiat; Sobre capital y territorio; Sobre fronteras y cuerpos desplazados; Atravesando fronteras: realidad y representación en el Mediterráneo; y ha sido uno de los autores del número 7 del boletín Desacuerdos, Feminismos editado por el Museo de Arte Contemporáneo de Barcelona, MACBA, en el año 2012.

## Publicaciones
Dialnet ofrece un listado de trece de sus publicaciones